# Anche questo passerà
Anche questo passerà (in persiano این نیز بگذرد‎, īn nīz bogzarad) è un adagio di origine persiana sull'impermanenza. Riflette la natura temporanea, o effimera, della condizione umana: né i momenti negativi né quelli positivi della vita durano mai indefinitamente. Il sentimento generale del proverbio si ritrova nella letteratura sapienziale di tutta la storia e di tutte le culture, ma la frase specifica sembra aver avuto origine negli scritti dei poeti sufi persiani medievali.

## Storia e diffusione
Sebbene alcuni concetti base legati all'idea dell'impermanenza possano essere reperiti già nella filosofia eraclitea, ben sintetizzata nel celebre aforisma Panta rhei, il detto Anche questo passerà, nella sua versione inglese This too shall pass, si è diffuso nel mondo occidentale principalmente grazie alla rivisitazione del XIX secolo di una favola persiana da parte del poeta inglese Edward FitzGerald:
The Sultan asked Solomon for a Signet motto, that should hold good for Adversity or Prosperity. Solomon
gave him, "THIS ALSO SHALL PASS AWAY."»
Il Sultano chiese a Salomone un motto con sigillo, che sarebbe dovuto essere valido sia nelle avversità che nella prosperità. Salomone gli diede, "ANCHE QUESTO PASSERÀ."»
(Edward FitzGerald)
La favola raccontata da FitzGerald può essere fatta risalire alla prima metà del XIX secolo: comparve sui giornali americani almeno a partire dal 1839, e di solito veniva citato un non meglio specificato "monarca orientale". La sua origine è stata fatta risalire alle opere dei poeti sufi persiani, come Jalal al-Din Rumi, Sana'i di Ghazna e Farid al-Din 'Attar. Attar racconta la favola di un potente re che chiese ai saggi riuniti di creare un anello che lo rendesse felice quando era triste. Dopo averci pensato, i saggi gli consegnarono un semplice anello con incise le parole Anche questo passerà (in persiano این نیز بگذرد‎, īn nīz bogzarad), che ottenne l'effetto desiderato.
Questa storia appare anche nel folklore ebraico, in cui il re Salomone è rappresentato o come il re umiliato da chi pronuncia l'adagio, o come colui che lo trasmette ad altri. Questa è una delle versioni più comuni:
| Il ministro più fidato di re Salomone, Benaiah ben Yehoyada, era noto per la sua elevata autostima. Volendo insegnargli un po' di umiltà, il re lo mandò a compiere una missione che considerava impossibile: trovare un anello che rendesse triste un uomo felice e felice un uomo triste. Il re spiegò a Benaiah di volerlo indossare durante la festa di Sukkot, quindi gli concesse sei mesi per trovarlo; Benaiah rispose al re: "Se tale anello esiste, lo troverò e te lo porterò". Benaiah cercò l'anello per sei mesi senza successo. Scoraggiato, la sera prima di Sukkot decise di fare una passeggiata in uno dei quartieri più poveri di Gerusalemme. Passò davanti a un vecchio mercante che esponeva la propria merce e gli chiese se per caso avesse sentito parlare dell'anello magico che faceva dimenticare ogni piacere a una persona felice e ogni tristezza a una persona con il cuore spezzato. Il vecchio prese un semplice anello d'oro e vi inscrisse delle parole: quando Benaiah lesse l'iscrizione la sua disperazione lasciò il posto a un grande sorriso. Arrivò la notte di Sukkot e tutti si prepararono per la festa. Il re Salomone chiese ridendo a Benaiah se fosse riuscito a trovare l'anello, e tutti i ministri risero con lui. Ma con sorpresa di tutti, Benaiah sollevò l'anello d'oro e annunciò al re: "Ecco l'anello, maestà". Salomone prese l'anello e lesse l'iscrizione: il sorriso sul suo volto svanì quando lesse Gam zeh ya'avor, anche questo passerà. |

Altre versioni della storia sono registrate dall'Archivio del Folklore Israeliano presso l'Università di Haifa, e in alcune di esse la frase è ulteriormente semplificata, apparendo come un acronimo composto dalle lettere ebraiche gimel, zajin e jodh, ovvero le iniziali delle parole che compongono la frase Gam zeh ya'avor (in ebraico גַּם זֶה יַעֲבֹר‎?). Una variante moderna, resa molto popolare in Israele da una canzone pop, è Avarnoe et Par'o - Na'avor gam et ze!, ovvero Siamo sopravvissuti al Faraone, sopravviveremo anche a questo!, con un chiaro riferimento al racconto biblico dell'Esodo; tale versione è così popolare che oggi la prima parte della frase (Avarnu et Par'o) è anche più usata di Gam zeh ya'avor.
Nella tradizione siciliana esiste il proverbio Bonu tempu e malu tempu nun dùranu tuttu lu tempu (in italiano Il bel tempo e il maltempo non durano tutto il tempo), dal significato simile. La versione turca Bu Da Geçer Ya Hu è anche stata usata come titolo di un libro di Ferudun Özdemir.
Nel 1859 l'adagio fu usato, nella sua versione And this, too, shall pass away, in un noto discorso di Abraham Lincoln pronunciato prima di diventare il sedicesimo presidente degli Stati Uniti d'America.
La storia del re persiano viene raccontata anche in un episodio di The Big Bang Theory da Sheldon Cooper, ma in modo errato: spiega infatti che il re chiese ai suoi saggi di inventare una frase per consolarlo, omettendo di specificare che la frase dovesse funzionare in tutte le situazioni, compresi i momenti gioiosi.